# Clepsis dumicolana
Clepsis dumicolana là một bướm đêm species of the họ Tortricidae.
Nó được tìm thấy ở Tây Ban Nha, Ý, Bỉ, The Netherlands, Đức, Thụy Sĩ, Áo, Slovenia và in Cận Đông.
Sải cánh dài khoảng 20 mm. The adult moths fly from mid-May until tháng 10. Ấu trùng ăn Hedera helix.